# 黎立德

黎立德，約於1912年。

黎立德（英語：George Oliver Lillegard；1888年4月23日—1965年6月14日）美国路德宗传教士。
1888年4月23日，黎立德出生于美国爱荷华州卡尔马。他就读于路德学院（1903-1908）和路德神学院（1909-1912）。
1912年，黎立德受光州信义会（Lutheran Synod Mission，1890年成立，总部芝加哥）差遣，前往中国传教，先在南京金陵大学学习官话半年，随后在1913年7月，经汉口、信阳，驻河南光州（今潢川）。当时，内地会已在光州开拓十几年。此后，乐尔生牧师（Nikolai Astrup Larson，1878-1961）、唐卫客小姐、撒卫尔小姐、克根生小姐、施更生医生（Casper C Skinsness，1886-）、毕德生小姐陆续来到光州。他们建成光州教堂，还创办女子学校和信义医院（今跃进路南人民医院南院）。1915年因父亲病重回国。服务于芝加哥湖景路德教会（Lake View Lutheran Church），并获芝加哥大学硕士。
1921年，黎立德改隶密苏里路德会的差会中美信义会（福音道路德会），与妻子  再度来华，驻湖北恩施。
1923年，黎立德奉差遣前往四川万县开拓，先在五仙庙大来洋行楼上设简易教堂。1925年，在高笋塘租谭家花园设圣十字堂（现卫生专科学校门诊部，現教堂遷至天龍路181號），1926年，迁址半边街（今电报路青少年宫）。1926年万县事件（九五惨案）发生后，黎立德撤退回国。
1927年回国后，黎立德服务于波士顿哈佛街路德会教堂。1952-1962年服务于伯大尼路德会神学院。1965年6月14日在明尼苏达州布卢厄斯县曼凱托去世。享年77岁。